# Departamento Empedrado
Empedrado es un departamento de la provincia de Corrientes, en el noreste de Argentina. Tiene una superficie de 1962.5 km² y está ubicado en la región noroeste de la provincia.
Limita al norte con los departamentos de Capital y San Luis del Palmar, al este con el de Mburucuyá, al sur con los departamentos de Saladas y Bella Vista, y al oeste las Provincias de Santa Fe y la del Chaco, de las cuales está separado por el río Paraná.
La cabecera del departamento es la ciudad de Empedrado; junto con ella, El Sombrero es el otro principal núcleo poblacional del departamento. 

## Historia
Por ley sancionada el 28 de julio de 1825 el Poder Ejecutivo correntino fue autorizado a formar un pueblo en el Rincón de Empedrado a la margen del río Paraná.
En 1864 fue instalada la municipalidad de Empedrado.
El 7 de marzo de 1917 el gobernador Mariano Indalecio Loza aprobó por decreto el Cuadro comparativo de la subdivisión en Departamentos y Secciones de la Provincia de Corrientes; Límites interdepartamentales e interseccionales, que fijó para el departamento Empedrado los siguientes límites:

Departamento Empedrado - Límites departamentales:
 Norte: Arroyo Sombrero, límite Oeste de la propiedad de Hnos. José Y. Morales, límites Norte y Este de la propiedad de Hnos. Eduardo Gómez, Norte de las de Romero y Este de la de Celestino Sosa, Norte de la de Maragliano y Torres, arroyo Peguahó y Garavata, límite Este de la propiedad de Santiago Duarte, arroyo Empedrado; Este: Límite Este de la propiedad de Sebastiana Arce, límite Norte de las de Elida V. de Gómez, Rufino Arce, Manuel Alvarez, Luque de Ramírez y Octavio Sosa, límite Este de las de Arce y José L. Alfonso; Sur: Río y estero San Lorenzo; Oeste: Río Paraná.

El cuadro señaló que el departamento estaba dividido en 4 secciones:

El Departamento está dividido en cuatro Secciones, con los siguientes límites:
 1ra. Sección: Norte: Arroyo Empedrado; Este: Límite Oeste de la propiedad de Osvaldo B. Gotusso; Sur: Límite Sur de la propiedad de Dima Waldes, límite Norte de las propiedades de Antonio Arzeno y Bartolomé Lotero; Oeste: Río Paraná.
 2da. Sección: Todas las propiedades al Sur de la 1ra. Sección. El límite Este de esta Sección coincide con el límite Oeste de la propiedad de Ambrosio Riquelme;
 3ra. Sección: Todas las propiedades al Este de las de Ambrosio Riquelme y Osvaldo B. Gotuso, incluso éstas mismas, pertenecen a la 3ra. Sección;
 4ta. Sección: Norte y Este: Límite Departamental; Sur: Arroyo Sombrero; Oeste: Río Paraná.

El 29 de septiembre de 1920 fue promulgada la ley n.º 315 que reconoce como comisión municipal electiva a Empedrado.
El 31 de agosto de 1935 fue publicado el decreto del vicegobernador Pedro Resoagli que determinó los límites de los departamentos:

Departamento Empedrado: Tiene los siguientes límites generales:
 Norte: El arroyo Sombrero, desde su desembocadura en el río Paraná, siguiendo su curso, aguas arriba, hasta el mojón N. E. de la propiedad de Josefa R. y C. Vallejos y otros; continúa por el deslinde oriental de la misma, hasta encontrar el límite Norte de la propiedad de los herederos de Eduardo Gómez; continúa por él y por el deslinde Norte de las de los herederos de Francisco Romero, Angela R de Romero y Celestino Sosa; del mojón N. E. de esta última, sigue su deslinde Este, hasta el límite Norte de la propiedad de Maragliano y Torres, por el que continúa; sigue por el deslinde Este de la dicha propiedad y la de Diocles Gómez, hasta el arroyo Peguahó, por cuyo curso continúa hasta la boca del arroyo Garavata; de este punto, aguas arriba del Garavata, hasta el mojón N.E. de la propiedad de Santiago Duarte, y corre por el deslinde oriental de esta última hasta encontrar el arroyo Empedrado, por cuyo curso sigue, aguas arriba, hasta el mojón N. E. de la propiedad de los sucesores de José del Rosario Benítez; Este: Desde el mojón N. E. de la propiedad de José del Rosario Benítez, en el arroyo Empedrado, la línea toma el límite oriental de este inmueble hasta encontrar el límite Norte del de Elida V. de Gómez; continúa por dicho deslinde Norte y el de las propiedades de los herederos de Rufino Arce, de los de Manuel Alvarez, de Damiana Luque de Ramírez, Julián Sánchez y Octavio Sosa, hasta el mojón N. E. de la de Eleuteria Arce; y sigue por el límite oriental de las propiedades de Arce y José L. Alfonso, hasta que la última encuentra el estero del San Lorenzo; Sud: Del mojón S. E. de la propiedad de José L. Alfonso, en el estero San Lorenzo, la línea sigue el curso del estero de referencia hasta la formación del cauce del arroyo San Lorenzo, por el cual continúa, aguas abajo, hasta su unión con el riacho Correntoso, por cuyo curso sigue (contorneando el campo ‘Ambai’ de Pedro Goñalons), hasta su desembocadura en el río Paraná; Oeste: El río Paraná, por su cauce principal, desde la desembocadura del arroyo Correntoso, aguas arriba, hasta la desembocadura del arroyo Sombrero.

El 29 de noviembre de 1994 fue sancionada la ley n.º 4892 que estableció que el municipio de Empedrado se extendía a todo el territorio del departamento Empedrado.
El 9 de diciembre de 2014 fue sancionada la ley n.º 6339 que creó el municipio El Sombrero y fijó su jurisdicción territorial:

Art. 2º.- Fijar como jurisdicción territorial del Municipio de “El Sombrero” a los Radios Censales 01, 02, 03 y 07 de la Fracción Censal 05 del Departamento de Empedrado.
 Art. 3º.- LA jurisdicción territorial del Municipio de “El Sombrero” queda comprendida dentro de los siguientes límites: AL NORTE: límite Arroyo “El Sombrerito” hasta “Riachuelo”, AL SUR: límite Ruta Provincial Nº 6 hasta “Derqui”; OESTE: Límite “Río Paraná”; ESTE: límite Campo Grande.

## Población
Cuenta con 17 968 habitantes (Indec, 2022), lo que representa un incremento promedio anual del 1.5% frente a los 15 109 habitantes (Indec, 2010) del censo anterior.

La mediana de edad se estableció en 30 años.
| Gráfica de evolución demográfica de Departamento Empedrado entre 1991 y 2022 |
|                                                                              |
| Fuente: censos nacionales del INDEC                                          |

## Localidades
La mayor parte de la población se concentra en la ciudad cabecera del departamento. El resto es población de carácter rural, dispersa o asentada en pequeñas localidades.
| Cabecera (Población 2010) | Ciudades (Población 2010) |
| ------------------------- | ------------------------- |
| Empedrado (9258 hab.)     | - El Sombrero (707 hab.)  |